# Вуйеш, Юрий
Ю́рий Ву́йеш (в.-луж. Jurij Wuješ, 15 января 1905 года, деревня Небельчицы около Будишина, Германия — 22 декабря 1968 года, Будишин, ГДР) — серболужицкий поэт, педагог, публицист, переводчик и театральный деятель. Писал на верхнелужицком языке.

## Биография
Родился 15 января 1905 года в крестьянской семье в серболужицкой деревне Небельчицы в окрестностях Будишина. С 1911 года по 1918 год обучался в народной средней школе в деревне Небельчицы. С 1919 года учился в католическом педагогическом училище в Будишине, которое закончил в 1926 году. Потом работал до 1929 года учителем в городе Хросчицы (Кроствиц). С 1929 года по 1940 год был учителем в родной деревне Небельчицы. 
С 1940 года по 1945 год участвовал во Второй мировой войне. После демобилизации с 1946 года по 1949 год работал учителем в Варнсдорфе. С 1949 года по 1954 год был главным редактором газеты «Nowa Doba» и с 1954 года по 1958 год — главным редактором издательства «Nowa Doba». 
С 1958 года по 1963 год был режиссёром серболужицкого народного театра и с1963 года по 1968 год — главным драматургом Немецко-серболужицкого народного театра в Будишине.
Скончался 22 декабря 1968 года в Будишине. Похоронен на кладбище святого Николая в Будишине.

## Сочинения
Занимался переводами с немецкого и славянских языков.
Сочинения
- Hdyž rěči wutroba, поэтический сборник, 1959;
- Serbska poezija, антология, 1980.

## Награды
- Лауреат премии имени Якуба Чишинского (1966).